# Alex Tachie-Mensah
Alexander Tachie-Mensah (Kumasi, 1977. február 15. –) ghánai válogatott labdarúgó, edző.

## Sikerei, díjai
- St. Gallen
  - Svájci másodosztály bajnoka: 2008-09